# Palazzo Soranzo Piovene

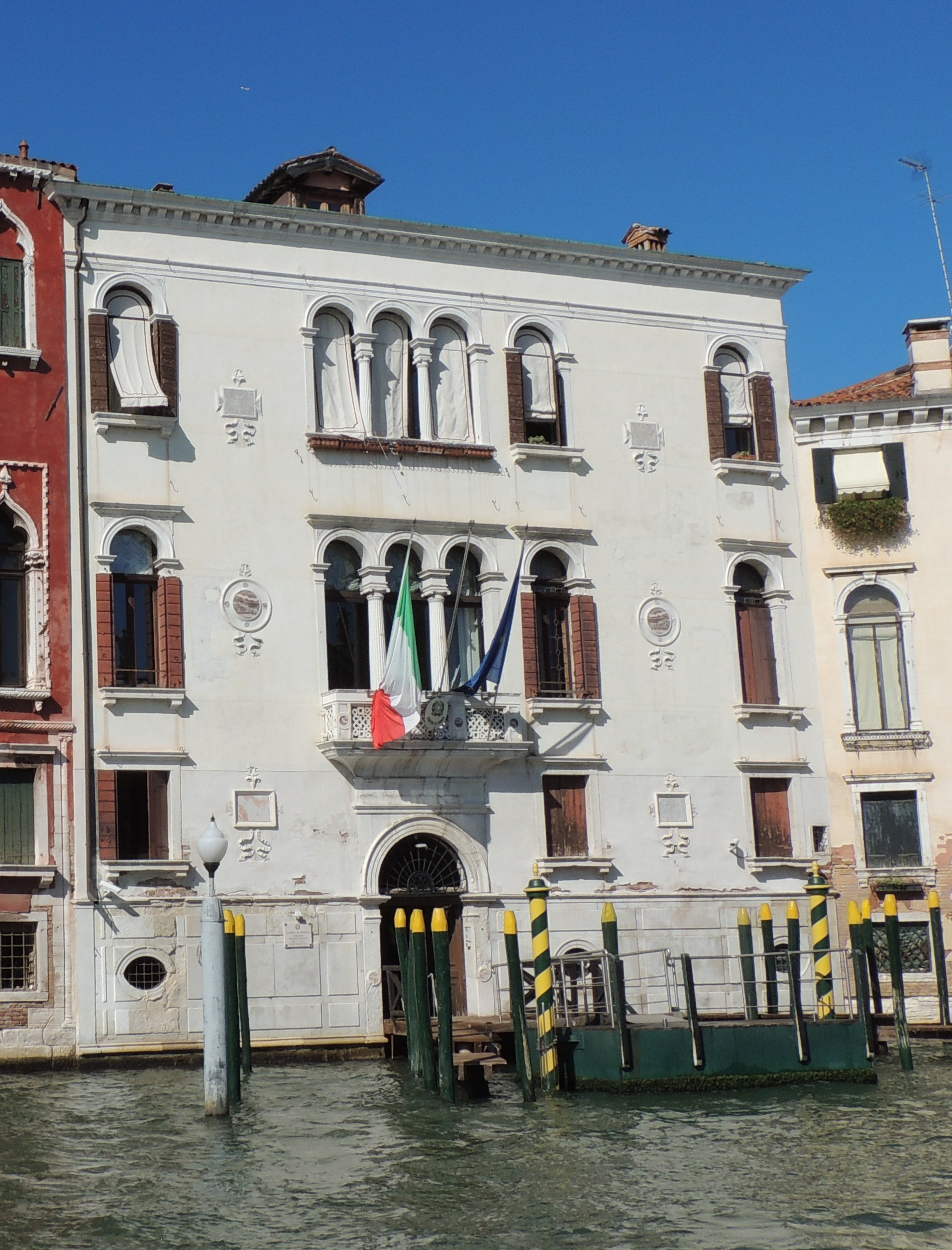
Palazzo Soranzo Piovene

Palazzo Soranzo Piovene ist ein Palast in Venedig in der italienischen Region Venetien. Er liegt im Sestiere Cannaregio mit Blick auf den Canal Grande zwischen dem Palazzo Erizzo alla Maddalena und dem Palazzo Emo alla Maddalena, heute Sitz der Guardia di Finanza.

## Geschichte
Das Gebäude stammt stilistisch aus den ersten Jahrzehnten des 16. Jahrhunderts. Später kauften die Soranzos den Palast und 1670 fiel der durch Heirat von Cecilia Soranzo und Girolamo Piovene an die Familie Piovene. Heute ist in dem Palast das Commando Interregionale per l'Italia Nord Orientale della Guardia di Finanza untergebracht, und zwar im Haupt- und im Mezzaningeschoss. Die übrigen Teile des Palastes um den Innenhof in der Mitte und dahinter dienen als privates Wohnhaus.

## Beschreibung
Der Bau wird traditionell Sante Lombardo zugeschrieben. Die Hauptfassade ist durch zwei übereinander angeordnete Dreifachfenster, die links jeweils von zwei und rechts jeweils von einem Einzelfenster flankiert sind. Diese Anordnung ist ziemlich ungewöhnlich und steht im Gegensatz zur Struktur der meisten venezianischen Gebäude, die nach einer symmetrischen Dreiteilung, sowohl horizontal als auch vertikal, ausgelegt sind. An der Fassade findet man immer sechs Dekorationen mit Plaketten oder gerahmten Kreisen.
Im Inneren sind besonders das Atrium und die Treppe bemerkenswert. Im Empfangssalon (Protego) im Erdgeschoss findet sich ein kleines Theater. Den Palast ziert ein Innenhof mit Brunnen, hinter dem sich ein weiter Gebäudeteil erstreckt. Es gibt auch einen Garten.